# Přípeř
Přípeř  (německy Peiperz) je XVI. část statutárního města Děčín. Nachází se na severovýchodě Děčína. Přípeř leží v katastrálním území Prostřední Žleb o výměře 11,15 km².
Přípeř má jedinou ulici, a tou je Drážďanská ulice, kterou je napojena na Děčín IV – Podmokly a na Děčín XVII – Jalůvčí. Drážďanská ulice zde přesně kopíruje jednu z vedlejších větví středověké solné stezky.[zdroj⁠?!]

## Historie

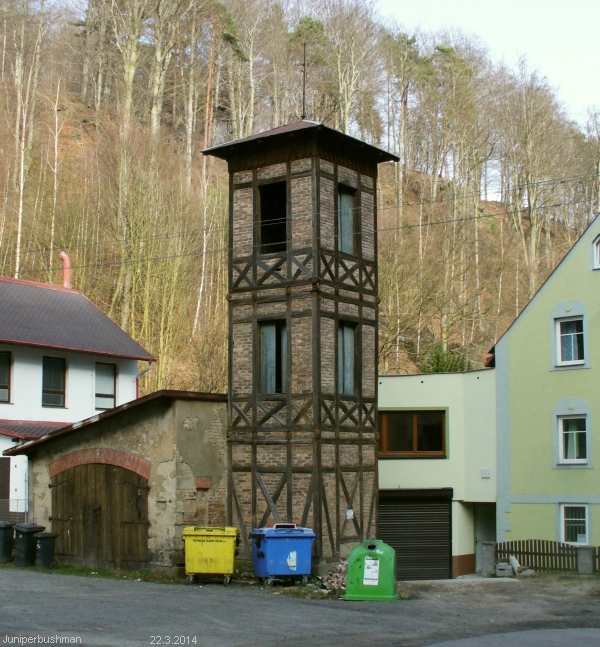
Hasičská zbrojnice s věží z roku 1890

V zemských deskách z roku 1543 je uvedeno místo „Potok v Priperici“ bez toho, zda se jedná o název sídla. Také tereziánský katastr z roku 1713 Přípeř nezná, ale v rozběleské matrice je v témže roce zapsáno v „seznamu duší“ 42 osob v pravděpodobně šesti domech. Za první zmínku o osídlení lze považovat zápis v téže matrice z roku 1618.[zdroj⁠?!] První písemná zmínka o vesnici pochází z roku 1720.

## Přírodní poměry

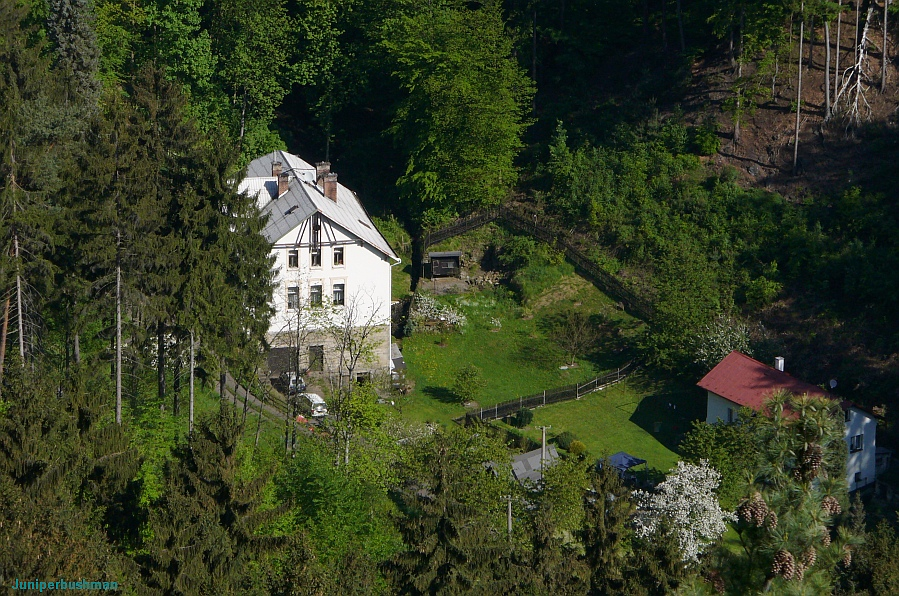
Pohled ze Špičáku na bývalou hájovnu (původně pilu)

Přípeřské údolí se nachází v ose výrazného geologického zlomu. Po obou stranách údolí na mnoha místech je možno nalézt různě metamorfovaný pískovec s hojným výskytem železivce a s krystaly barytu různého zabarvení v puklinách.

## Obyvatelstvo
Při sčítání lidu v roce 1921 ve vsi žilo 410 obyvatel (z toho 203 mužů), z nichž bylo osm Čechoslováků, 366 Němců, šest příslušníků jiné národnosti a třicet cizinců. Převažoval římští katolíci (372 osob), ale kromě nich bylo 27 evangelíků, pět židů, jeden člen nezjišťovaných církví a pět lidí bez vyznání. Podle sčítání lidu z roku 1930 měla vesnice 401 obyvatel: jedenáct Čechoslováků, 369 Němců, dva příslušníci jiné národnosti a devatenáct cizinců. Většina (324 osob) se hlásila k římskokatolické církvi a dále ve vsi žilo 33 evangelíků, pět židů, pět členů nezjišťovaných církví a 34 lidí bez vyznání.
| | 1869 | 1880 | 1890 | 1900 | 1910 | 1921 | 1930 | 1950 | 1961 | 1970 | 1980 | 1991 | 2001 | 2011 |
| --- | ---- | ---- | ---- | ---- | ---- | ---- | ---- | ---- | ---- | ---- | ---- | ---- | ---- | ---- |
| Obyvatelé | 304  | 363  | 421  | 397  | 442  | 410  | 401  | 225  | 248  | 653  | 182  | 136  | 173  | 143  |
| Domy | 26   | 40   | 42   | 43   | 45   | 46   | 54   | 54   | —    | 73   | 39   | 38   | 39   | 39   |
| Počet domů z roku 1961 je zahrnut v domech místní části Děčín. Údaje z roku 1970 jsou zkresleny jiným vymezením sčítacích obvodů. |      |      |      |      |      |      |      |      |      |      |      |      |      |      |

## Hospodářství
Existence solné stezky a zároveň potoka Ostružník s tehdy stabilním průtokem ve velkém spádu vytvořily podmínky pro rozvoj řady řemesel. Některé prameny uvádějí existenci až pěti vodních kol. Nejvýznamnější z nich byla vrchnostenská pila doložená již roku 1580 a mlýn na mouku zřízený v roce 1768. Jako zázemí solné stezky zde fungovali kameníci – cestáři, povozníci, kovárna, truhlárna a dva hostince. Kameníci zde zpracovávali jednak zřícené skalní bloky a suť, ale také zde byl v povozu již v roce 1557 lom zvaný Schnell Berg. Hostinec „Zu rotem Kreuz“ se nacházel v čp. 17.
Největším průmyslovým podnikem, který vznikl v Přípeři, byla tažírna drátů a výrobna hřebíků Krätschmer, Banse a Griese. Od roku 1904 knoflíkárna Kraus a později i výrobna umělé rohoviny Kraus a Bach. Za války zde byla pobočka AEG. V této továrně jsou nyní chráněné dílny družstva Karko. K Přípeři také patřil sklad dřeva s loděnicí na břehu Labe. Dále zde byl mlýn na hořčici, rybí konzervárna a korkovna.

## Doprava
Přípeř je obsluhována městskou autobusovou dopravou – linkou č. 10 (Děčín – Jalůvčí – Maxičky) a také linkou 512433 (Děčín – Jílové,Sněžník). Má také železniční spojení tratí č. 083 (Děčín – Dolní Žleb – Bad Schandau – Sebnitz – Dolní Poustevna – Rumburk) ze zastávky Děčín-Přípeř.

## Pamětihodnosti
- V Přípeři se zachovalo několik hrázděných domků. Zajímavá je také hrázděná cvičná hasičská věž z roku 1890.

## Osobnosti
- Rudolf Michl (1906–1990 Saarbrücken), pianista a dirigent
- Franz Lorenz (1901–1983 Bonn), germanista, sociolog, spisovatel, dramatik a novinář